# Силла, Абакар
Лубаде́ Абака́р Силла́ (фр. Loubadhe Abakar Sylla; род. 25 декабря 2002, Ямусукро) — ивуарийский футболист, центральный защитник французского клуба «Страсбур» и национальной сборной Кот-д’Ивуара.

## Клубная карьера
В детстве выступал за молодёжные команды из родного Кот-д’Ивуара. В 2021 году его заметили скауты «Брюгге». Он дебютировал за бельгийский клуб 22 мая 2022 года выйдя на замену в матче чемпионата Бельгии. В Лиге чемпионов дебютировал 7 сентября 2022 года в матче против клуба «Байер 04», где также отличился забитым мячом.
15 июля 2023 года перешёл во французский клуб «Страсбур» и подписал контракт до 30 июня 2028 года.